# حصن حمال

حصـن حمال

حصن حمال هو أحد الحصون التاريخية في اليمن، يقع في محافظة حضرموت، بوادي عمد في قرية حبب. ويعتبر رمز تاريخي لقبيلة آل شملان فخذ الجعدة بني مرة. يتكون الحصن من عدة طوابق كما يحتوي على بئري ماء، بئر من جهة الشمال و بئر من جهة الغرب. يحيط به عدة حصون منها  حصن صالح بن سليمان وحصن سعيد بن سليمان وغيرها.